# Wolfgang Hofkirchner

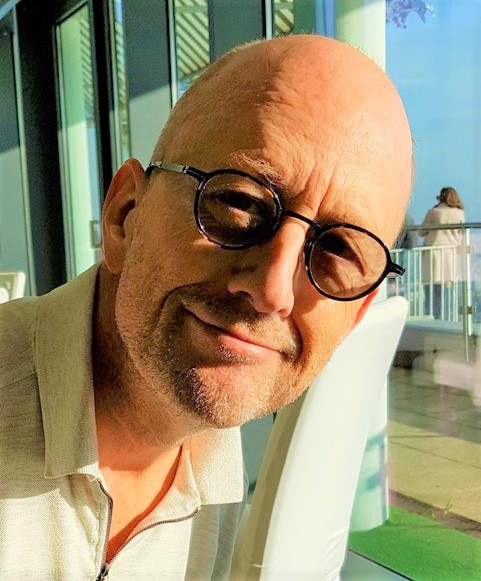
Wolfgang Hofkirchner (2019)

Wolfgang Hofkirchner (* 17. April 1953 in Wien) ist ein österreichischer Politikwissenschaftler und Psychologe, Professor für Internet und Gesellschaft. Er gehört zu den Pionieren der Informationswissenschaft und befasst sich besonders mit Informatik und Gesellschaft sowie mit evolutionärer Systemtheorie und emergenten Systemen.

## Leben
Wolfgang Hofkirchner wurde in Wien geboren. Sein Vater Herbert Hofkirchner (1923–2008) war hier Facharbeiter und zuletzt in der Bauaufsicht bei den Donaukraftwerken tätig, seine Mutter Margarita Hofkirchner (1920–2013) arbeitete als Bürokraft in der Finanzlandesdirektion. Sein Bruder Peter Hofkirchner (1944–1996) war selbstständiger Wirtschaftstreibender im Handel. In Wien besuchte Wolfgang Hofkirchner seit 1959 eine Volksschule und anschließend das Bundesrealgymnasium Wien 2 im naturwissenschaftlichen Zweig, das er 1971 mit der Matura abschloss.
Danach folgte ein Doktoratsstudium der Politikwissenschaft und Psychologie an der Philosophischen Fakultät der Universität Salzburg in Österreich  mit einer kritischen Dissertation über Karl Raimund Popper (Promotion 1981). Seine Habilitation mit einem „Versuch über die Selbstorganisation der Informationsgesellschaft“ erfolgte im Jahr 2000, und er wurde damit  Universitätsdozent für Technology Assessment an der TU Wien.

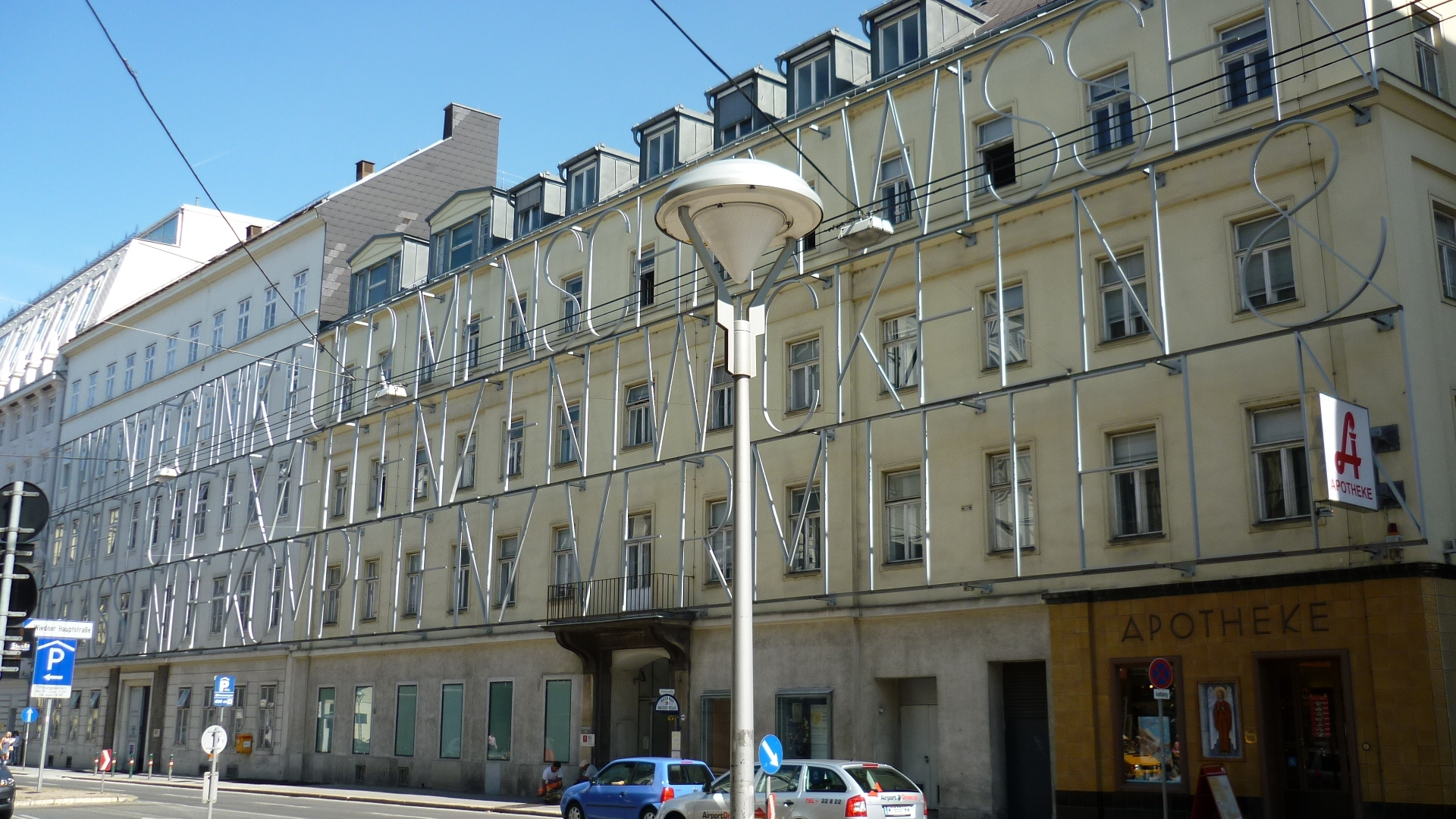
Arbeitsort von Wolfgang Hofkirchner an der TU Wien, Fakultät für Informatik, Favoritenstraße Nr. 9 und 11

Von 1980 bis 1990 war Hofkirchner wissenschaftlicher Mitarbeiter am Institut für sozio-ökonomische Entwicklungsforschung (und Technikbewertung) der Österreichischen Akademie der Wissenschaften in Wien. Ab 1991 wirkte er als Universitätsassistent und ab 2001 als Außerordentlicher Universitätsprofessor am Institut für Gestaltungs- und Wirkungsforschung (heute Institute of Visual Computing and Human-Centered Technology) der Technischen Universität Wien (TU Wien). Von 2004 bis 2010 war er Universitätsprofessor für Internet and Society am Center for Advanced Studies and Research in Information and Communication Technologies and Society und dem Institut für Kommunikationswissenschaft der Paris-Lodron-Universität Salzburg.
Wolfgang Hofkirchner lebt in Wien und ist seit 2018 im Ruhestand. Seine Frau Gertrude Hofkirchner (* 1952) ist promovierte Psychologin und Psychotherapeutin (Psychoanalyse). Das Ehepaar hat zwei Töchter.

## Forschung
In seinen Forschungsarbeiten befasste er sich mit dem transdisziplinären Themenkomplex Selbstorganisation – Information – Informationsgesellschaft, d. h. Komplexitätsdenken (Systemphilosophie), „Wissenschaft von der Information“ und „ICTs and Society“. Er entwickelte die Onto-Epistemologie von Hans Jörg Sandkühler und Rainer E. Zimmermann zur Praxeo-Onto-Epistemologie weiter, eine Taxierung von Denkweisen (Reduktionismus, Projektionismus, Disjunktionismus und Integrationismus), Beiträge zur Evolutionären Systemtheorie und ein Multi-Stage-Model und das Triple-C-Model (Cognition–Communication–Cooperation) der Information als Bestandteile einer Unified Theory of Information.
Die Forschungsgruppe wurde, u. a. wegen des „dialectical informatism“ (Rafael Capurro 1999), als „Wiener Schule der Informatik“ (Klaus Fuchs-Kittowski) und später, u. a. auf Grund des „emergent systemism“ im Sinne von Mario Bunge und eines Gegenentwurfs zur Luhmannschen Soziologie, als „Salzburg Approach“ (Poe Yu-ze Wan 2011) bezeichnet. Wichtige Weggefährten waren bzw. sind hier u. a. sein Förderer Peter Fleissner, sein Kollege Rainer E. Zimmermann und sein Schüler Christian Fuchs.
Hofkirchner arbeitet weiter an einer kritischen Theorie sozialer Systeme mit der Vision einer Globalen Nachhaltigen Informationsgesellschaft. Er ist amtierender Direktor des unabhängigen The Institute for a Global Sustainable Information Society (GSIS) in Wien.

## Gastprofessor
- 2002 am Lehrstuhl für Kommunikationstheorie der Universidade Federal da Bahía, Salvador, Brasilien,
- 2009 an der Abteilung Ingenieurwissenschaften (Systemtheorie) der Universidad de León, Spanien,
- 2010 am Internet Interdisciplinary Institute (Manuel Castells) der Universitat Oberta de Catalunya, Barcelona, Spanien.

## Mitgliedschaften und Ehrungen (Auswahl)
- 2003 Gründungsmitglied der Unified Theory of Information Research Group (seit 2019 The Institute for a Global Sustainable Information Society GSIS) in Wien
- 2004 Gründungsmitglied des Bertalanffy Center for the Study of Systems Science in Wien
- 2006 Wahl zum Mitglied der Gelehrtengesellschaft Leibniz-Sozietät der Wissenschaften zu Berlin
- 2010 Mitglied der International Academy for Systems and Cybernetic Sciences, Brüssel
- 2011 Gründungsmitglied der International Society for Information Studies (seit 2017 International Society for the Study of Information) in Wien
- Mitglied in Leitungen und Beiräten einer Reihe anderer wissenschaftlicher Organisationen
- Ausgezeichnet zum Distinguished Researcher des International Center for Philosophy of Information der Xi’an Jiaotong University, Xi’an, China.

## Publikationen (Auswahl)
Hofkirchner hat über 230 Publikationen vorgelegt, darunter 10 Monographien (die Hälfte mit Koautoren), 30 herausgegebene Beitragsbände oder Sondernummern von Zeitschriften (die Hälfte mit Koeditoren) und über 50 begutachtete Zeitschriftenartikel (die Hälfte mit Koautoren).
- Das Elend des kritischen Rationalismus – die positivistische Denkweise am Beispiel Karl Raimund Popper. Globus-Verlag, Wien 1986, ISBN 978-3-85364-177-4.
- als Hrsg.: Weltbild, Weltordnung – Perspektiven für eine zerbrechliche und endliche Erde. Agenda-Verlag, Münster 1994, ISBN 978-3-929440-15-7.
- Peter Fleissner, Wolfgang Hofkirchner, Harald Müller, Margit Pol, Christian Stary: Der Mensch lebt nicht vom Bit allein – Information in Technik und Gesellschaft. Peter Lang Europäischer Verlag der Wissenschaften, Frankfurt am Main; Berlin; Bern; New York; Paris; Wien 1996, ISBN 978-3-631-49811-8; 2. Auflage 1997, ISBN 978-3-631-31702-0.
- Vladimir Ivanovič Vernadskij (Verfasser), Wolfgang Hofkirchner (Hrsg.): Der Mensch in der Biosphäre – zur Naturgeschichte der Vernunft. Lang Verlag, Frankfurt am Main; Berlin; Bern; New York; Paris; Wien 1997, ISBN 978-3-631-49084-6.
- Projekt eine Welt – Kognition – Kommunikation – Kooperation, Versuch über die Selbstorganisation der Informationsgesellschaft. Lit Verlag, Münster; Hamburg; London 2002, ISBN 978-3-8258-6025-7.
- Christiane Floyd, Christian Fuchs, Wolfgang Hofkirchner (Hrsg.): Stufen zur Informationsgesellschaft. Festschrift zum 65. Geburtstag von Klaus Fuchs-Kittowski. Peter Lang Verlag, Frankfurt a. M.; Berlin; Bern; Bruxelles; New York; Oxford; Wien 2002, ISBN 978-3-631-37642-3.
- Christian Fuchs, Wolfgang Hofkirchner: Studienbuch Informatik und Gesellschaft. Books on demand Verlag, Norderstedt 2003, ISBN 978-3-8330-0252-6.
- Emergent Information – A Unified Theory of Information Framework. World Scientific Series in Information Studies, Band 3. World Scientific Publishing Company, 2013, ISBN 978-9-8143-1348-3.
- Wolfgang Hofkirchner, Hans-Jörg Kreowski (Hrsg.): Transhumanism – The proper guide to a posthuman condition or a dangerous idea? Series Cognitive Technologies, Springer 2019.
- The Logic of the Third – A Paradigm Shift to a Shared Future for Humanity. World Scientific Series in Information Studies, Band 14. World Scientific Publishing Company, 2023, ISBN 978-981-126-101-5.